# Patsy Maegerman
Patsy Maegerman, née le 11 juillet 1972 à Alost est une ancienne coureuse cycliste belge. Elle est notamment médaillée d'argent du championnat du monde de cyclisme sur route en 1994.

## Palmarès
- 1992
  - 3e de Linda`s Klimtrofee
- 1993
  - 3e de Le Bizet
- 1994
  -  Médaillée d'argent du championnat du monde sur route
  - 2e du championnat de Belgique sur route
- 1995
  - 2e étape de Ster der Vogezen
  - 2e de Linda`s Klimtrofee
  - 3e de Le Bizet
  - 3e de Hennuyeres
- 1996
  - 2e de Kampioenschap van Vlaanderen
  - 3e de Hennuyeres
  - 3e du championnat de Belgique sur route